# П-802 «Сава»
| Підводний човен П-802 «Сава» | Підводний човен П-802 «Сава»            | Підводний човен П-802 «Сава»            |
| ---------------------------- | --------------------------------------- | --------------------------------------- |
| Nautilo Сава / Sava          |                                         |                                         |
|                              |                                         |                                         |
|                              |                                         |                                         |
| Під прапором                 | Італія Третій рейх Югославія            | Італія Третій рейх Югославія            |
| Спуск на воду                | 20 березня 1943 року                    | 20 березня 1943 року                    |
| Сучасний статус              | Зданий на злам                          | Зданий на злам                          |
| Проєкт                       |                                         |                                         |
| Основні характеристики       |                                         |                                         |
| Швидкість (надводна)         | 16 вузлів                               | 16 вузлів                               |
| Швидкість (підводна)         | 8,5 вузлів                              | 8,5 вузлів                              |
| Гранична глибина занурення   | 130 м                                   | 130 м                                   |
| Екіпаж                       | 48-53 чоловік                           | 48-53 чоловік                           |
| Розміри                      |                                         |                                         |
| Довжина найбільша (по КВЛ)   | 63,15 м                                 | 63,15 м                                 |
| Ширина корпусу найб.         | 6,98 м                                  | 6,98 м                                  |
| Середня осадка (по КВЛ)      | 4,87 м                                  | 4,87 м                                  |
| Водотоннажність надводна     | 908 т                                   | 908 т                                   |
| Озброєння                    |                                         |                                         |
| Артилерія                    | 1 x 100-мм гармата 4 x 13,2-мм кулемети | 1 x 100-мм гармата 4 x 13,2-мм кулемети |
| Торпедно- мінне озброєння    | 6 x 530-мм ТА                           | 6 x 530-мм ТА                           |

Підво́дний човен «Сава» (серб. Сава, хорв. Sava) — трофейний підводний човен ВМС Югославії, колишній італійський «Наутіло» (італ. Nautilo) типу «Флутто».

## Історія створення
Підводний човен «Наутіло» був закладений 3 січня 1942 року на верфі «Cantieri Riuniti dell'Adriatico» у місті Монфальконе. Спущений на воду 20 березня 1943 року, вступив у стрій 26 липня 1943 року.

## Історія служби

### У складі ВМС Італії
Ще під час будівництво підводного човна на ньому були виявлені проблеми з гвинтами. Хоча «Наутіло» був офіційно введений у стрій, але фактично він був недобудований і не міг перебувати у морі тривалий час. Після капітуляції Італії 8 вересня 1943 року він спробував перейти з Монфальконе у Венецію, але 11 вересня був захоплений німцями..

### У складі Крігсмаріне
У складі Крігсмаріне човен отримав позначення «U-19 (It)» («Unterseeboot-19 (Italienische)»). Він був відправлений у Полу, де перебував тривалий час.
9 січня 1944 року, під час нальоту авіації союзників, човен був потоплений після влучання декількох авіабомб.

### У складі ВМС Югославії
Після закінчення війни човен був піднятий югославами, відремонтований, і у 1949 році включений до складу ВМС Югославії під назвою «Сава» (бортовий номер П-802).
Підводний човен «Сава» перебував на службі до 1967 року, після чого був виключений зі списків флоту і у 1971 році зданий на злам.